# Jean-Patrick Nazon

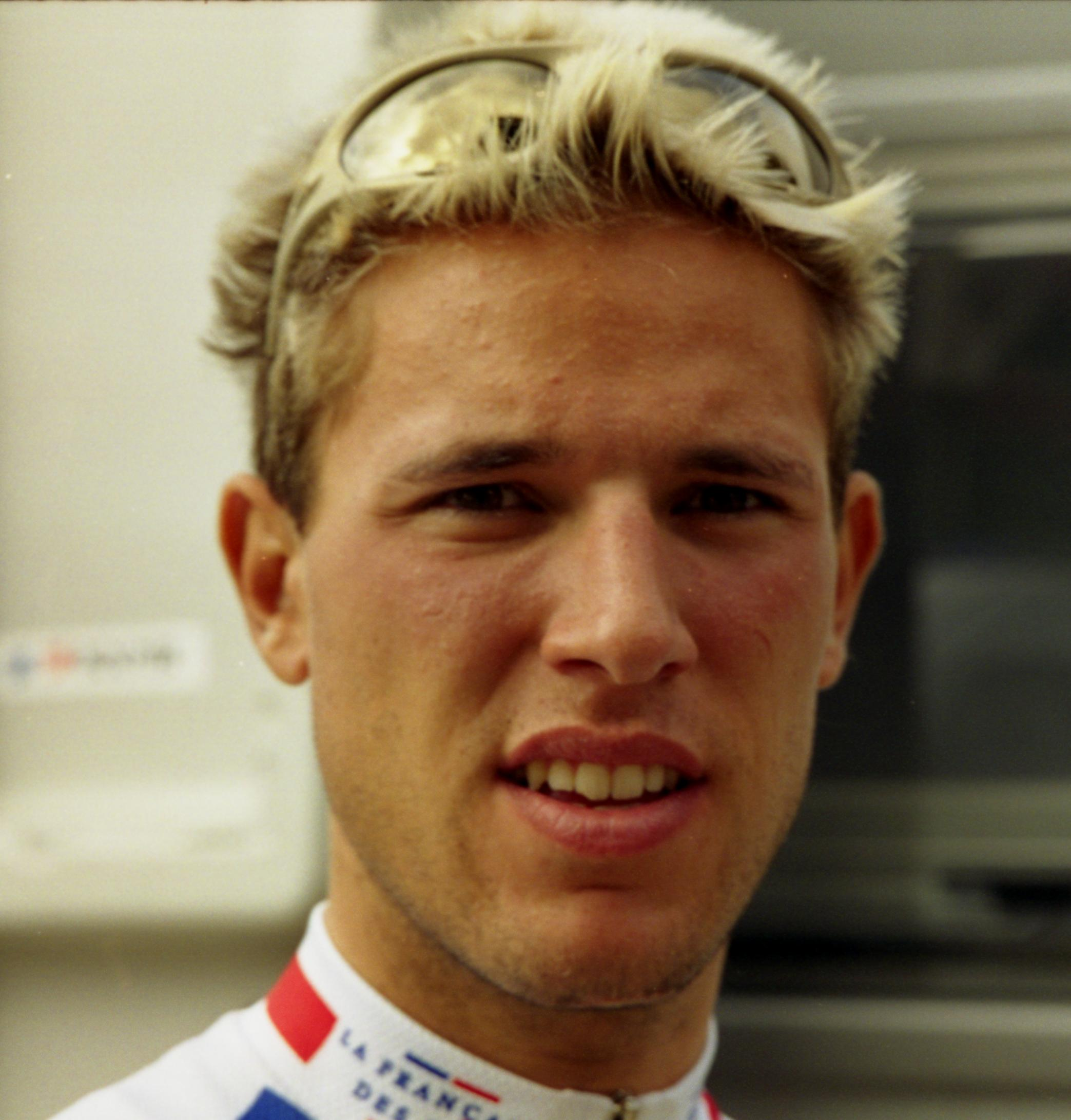
Jean-Patrick Nazon al Tour de l'Avenir de 1998

Jean-Patrick Nazon (Épinal, Vosges, 18 de gener de 1977) va ser un ciclista francès, professional entre 1997 i 2008.
Bon esprintador, en el seu palmarès destaquen dues victòries d'etapa al Tour de França, cursa en la qual també portà el mallot groc de líder durant una etapa en l'edició de 2003. El seu germà Damien també és ciclista.

## Palmarès
- 2000
  - Vencedor d'una etapa de l'Étoile de Bessèges
  - Vencedor d'una etapa dels Quatre dies de Dunkerque
  - Vencedor d'una etapa del Tour de l'Oise
- 2001
  - Vencedor d'una etapa del Tour de l'Avenir
- 2002
  - Vencedor d'una etapa del Critérium Internacional
  - Vencedor d'una etapa dels Quatre dies de Dunkerque
- 2003
  - Vencedor d'una etapa del Tour de França
  - Vencedor d'una etapa dels Quatre dies de Dunkerque
  - Vencedor d'una etapa de la Volta a l'Alentejo
- 2004
  - Vencedor d'una etapa del Tour de França
  - Vencedor d'una etapa del Critérium Internacional
  - Vencedor d'una etapa del Tour de l'Ain
- 2005
  - 1r al Memorial Rik van Steenbergen
  - Vencedor d'una etapa de la Volta a Baviera
  - Vencedor d'una etapa de la Volta a Hessen
  - Vencedor d'una etapa de la Châteauroux Classic de l'Indre
- 2006
  - Vencedor d'una etapa del Circuit de Lorena
  - Vencedor d'una etapa de la Ruta del Sud
- 2007
  - Vencedor d'una etapa de la París-Niça
  - Vencedor d'una etapa de la Ruta del Sud

### Resultats al Tour de França
- 2000. Abandona (10a etapa)
- 2003. 135è de la classificació general. Vencedor d'una etapa.  Porta el mallot groc durant 1 etapa
- 2004. 137è de la classificació general. Vencedor d'una etapa
- 2005. Abandona (11a etapa)

### Resultats a la Volta a Espanya
- 2006. 105è de la classificació general